# Martin Smith
Martin Smith (Southampton, Hampshire, 17 de dezembro de 1946 — 2 de março de 1997) foi um baterista inglês que tocou nas bandas Simon Dupree and the Big Sound e Gentle Giant (banda dos membros remanescentes da anterior citada). Era versátil, embora tenha se especializado em Jazz e Blues.
Foi baterista do Gentle Giant entre 1970-1971 e chegou a gravar dois álbuns com a banda, antes de ser substituído por Malcolm Mortimore:
- Gentle Giant (1970) e
- Acquiring the Taste (1971)

Morreu em 1997, aos 50 anos, de hemorragia interna. Continuava tocando até dois meses de sua morte. Aproximadamente 150 pessoas compareceram ao seu funeral, incluindo alguns companheiros músicos, como Gordon Haskell, ex-membro do King Crimson, que escreveu palavras em sua homenagem em forma de um elogio.